# 니시메 슌
니시메 슌(일본어: 西銘 駿, 1998년 2월 20일 ~ )은 일본의 배우이다.

## 학력
- 1998년 나가노 현에서 태어나서 어린 시절 오키나와 현 우루마 시로 이사했다. 아게나 중학교[1] 졸업 후 연예인을 목표로 도쿄로 상경, 이모의 집에 살면서 도쿄 도 내의 고교를 다녔다.[2] 친구 관계도 좋았다고 한다.
- 2014년 고등학교 2학년 시절 제 27 회 JUNON 슈퍼 보이 콘테스트에서 그랑프리를 획득.
- 2015년 텔레비전 드라마 '가면라이더 고스트'의 주인공 텐쿠지 타케루 역으로 발탁되었다.

## 인물
- 성격: 긍정적이고 쿨한 성격. 사람들과 마주하는 것을 좋아한다고 한다.[3] 서로 어색한 친구들과 잘 어울린다.
- 운동: 소프트볼, 축구, 테니스(구기 종목)[4][5]
- 좌우명: "한번 결정한 것은 포기하지 말자".[6]
- 존경하는 배우: 사토 타케루, 미우라 쇼헤이, 야마시타 토모히사.[7]
- 좋아하는 음식: 초밥, 타코야끼, 고기 등[8]

## 출연
드라마
- 가면라이더 드라이브 (2015년 9월 20일 · 27 일, TV 아사히) - 가면라이더 고스트(목소리) 역.
- 가면라이더 고스트 (2015년 10월 4일- TV 아사히 ) - 텐쿠지 타케루(가면라이더 고스트) 역.
- 가면라이더 고스트 잇큐아이콘 쟁탈전 재치배틀 - 텐쿠지 타케루(가면라이더 고스트) 역.
- 가면라이더 고스트 잇큐 입혼 눈떠라 나의 재치력 - 텐쿠지 타케루(가면라이더 고스트) 역
- 가면라이더 고스트 전설 라이더의 혼 - 텐쿠지 타케루(가면라이더 고스트) 역
- 콕경부의 만찬회 (2016년 10월- TBS)- 다베 아유무 역

영화
- 극장판 가면라이더 드라이브 서프라이즈 퓨처 (2015년) - 가면라이더 고스트 (목소리) 역.
- 가면라이더 × 가면라이더 고스트 & 드라이브 슈퍼 MOVIE 대전 제네시스 (2015년) - 텐쿠지 타케루(가면라이더 고스트) 역
- 사랑노래: 약속의 나쿠히토 (2019년) - 마사오 역
- 다우트 ~거짓말쟁이 남자는 누구?~ (2019년) - 쿠로노 아즈사 역

CM
- 캐릭터: 데코 크리스마스 가면 유령 크리스마스 케이크
- 가면라이더 고스트 완벽 변신 방법 (가면유령 편)

잡지
- JUNON 2014년 7월 호 - 매월
- popteen 2015년 6월 호
- 슈퍼히어로 타임 2015년 가을 호

서적
- 니시메 슌 퍼스트사진집 SHUN[9]
- 가면라이더 고스트 캐릭터북

신문
- 琉球新報(류큐신보) 2015년1월1일간

이벤트
- JUNON 통권 500 호 기념 초콜릿 & 악수회 후케 서점 신주쿠 사브나드점 2015년 2월 14일
- 제 28회 쥬논 슈퍼 보이 콘테스트 게스트 출연!

기타
- 가면라이더 고스트 라이더 전화 (음성)(장난감/완구)